# النزاع الحدودي الإريتري الإثيوبي
كان النزاع الحدودي الإريتري الإثيوبي مواجهة عنيفة ونزاعًا بالوكالة بين إريتريا وإثيوبيا. تألف هذا النزاع من سلسلة من الحوادث امتدت على طول الحدود المتنازع عليها في حينها؛ بما في ذلك الحرب الإريترية الإثيوبية بين عامي 1998-2000 وتمرد عفار الثاني الذي تلاها. واصلت إثيوبيا التوغل في عمق الأراضي الإريترية محتلةً الأراضي المندرجة في خريطتها لعام 1997 ومطالبة بحصول الإريتريين الذين يعيشون في هذه المناطق على الجنسية الإثيوبية أو مغادرتها. وقع بعد ذلك حادث مصيري في منطقة بادمي بتاريخ 6 مايو، 1998، فقد هاجمت القوات الإثيوبية فصيلة إريتيرية في جولة مراقبة، وقتلت خمسة ضباط من قوات الدفاع الإريترية (إي دي إف). كان النزاع الحدودي استمرارًا للحرب الإريترية الإثيوبية بين 1998-2000.  تضمن عدة اشتباكات نتج عنها العديد من الضحايا، بما في ذلك معركة تسورونا في عام 2016. صرحت إثيوبيا في عام 2018 أنها ستتخلى عن بادمي لصالح إريتريا. أدى ذلك إلى عقد قمة بين إريتريا وإثيوبيا بتاريخ 9 يوليو، 2018، حيث تم توقيع اتفاقية ترسيم الحدود والموافقة على استئناف العلاقات الدبلوماسية.

## خلفية

### الاستعمار والنزاع على الحدود
طالبت شركة شحن إيطالية في مارس عام 1870، بالأرض الواقعة في الطرف الجنوبي لخليج عصب، وهو خليج مهجور ولكنه واسع يقع في منتصف الطريق بين خليج أنيسلي شمالًا وأوبوك جنوبًا. لم يستقر الإيطاليون في تلك المنطقة التي خضعت لفترة طويلة لسيطرة الإمبراطورية العثمانية ومصر حتى عام 1880. تم في عام 1884، توقيع معاهدة هيويت بين الإمبراطورية البريطانية وإثيوبيا، وكانت يحكمها في حينها الملك يوهانس الرابع (حكم بين 1871-1889). وعدت الإمبراطورية البريطانية إثيوبيا بمرتفعات إثيوبيا الحديثة والوصول بحرية إلى ساحل مصوان في مقابل إجلاء الحاميات من السودان، في الحرب المهدية الجارية آنذاك. في عام 1889، في فترة الاضطراب الذي تبع وفاة يوهانس الرابع، احتل الجنرال الإيطالي أوريست باراتييري المرتفعات على امتداد الساحل الأريتيري وطالبت إيطاليا بتأسيس مستعمرة «إريتريا» الجديدة، (مقتبسة من الاسم اللاتيني البحر الأحمر)، وعاصمتها أسمرة بدلًا من ماساوا. بتاريخ 2 مايو، 1889، وقعت إيطاليا وإثيوبيا على معاهدة الصداقة والسلام المبرمة في ووتشالي، والتي وفقًا لها اعترفت إثيوبيا بإريتريا الإيطالية كجزءٍ من إيطاليا.
من ناحية ثانية، كانت المادة 17 موضع نقاش حيث نصت النسخة الإيطالية منها على أن إثيوبيا ملزمة بتسيير جميع الشؤون الخارجية من خلال السلطات الإيطالية، مما جعل إثيوبيا في الواقع محمية إيطالية، بينما أعطت النسخة الأمهرية إثيوبيا قدرًا كبيرًا من الحكم الذاتي، مع وجود خيار التواصل مع قوى ثالثة من خلال الإيطاليين. أدى ذلك إلى وقوع الحرب الإيطالية الإثيوبية الأولى، والتي فاز بها الإثيوبيون، ومنج عنها معاهدة أديس أبابا في أكتوبر عام 1896. دفعت إيطاليا تعويضات قدرها عشرة ملايين ليرة إيطالية. احتفظ الإيطاليون على غير العادة بمعظم، إن لم يكن جميع، الأراضي الواقعة وراء نهري مارب-بيليسا ونهر ماي/موني التي سيطروا عليها؛ تخلى الإمبراطور مينيليك الثاني (حكم بين 1889-1913) عن جزء من تيغراي التي كانت تعامل على إنها إثيوبية منذ قديم الزمن. في 2 أغسطس، 1928، وقعت إثيوبيا وإيطاليا معاهدة صداقة جديدة.

### إثيوبيا تحت الحكم الإيطالي
ادعت إيطاليا في 22 نوفمبر، 1934، بأن ثلاثة من كبار القادة السياسيين العسكريين الإثيوبيين يرافقهم قوات قوامها 1000 ميليشيا إثيوبية وصلوا بالقرب من والوال وطلبوا رسميًا انسحاب المواقع العسكرية المتمركزة هناك، والتي تضم نحو 60 جندي صومالي، يُعرفون باسم دوب عد (العمائم البيضاء). رفض ضابط الصف الصومالي الذي يقود الحامية ذلك وأنذر الكابتن سيماروتا، قائد حامية واردار، التي تبعد عنه 20 كيلومتر (12 ميل)، بما حدث.
حدثت مناوشة بين الحامية والميليشيا الإثيوبية. وفقًا للإيطاليين فقد هاجم الإثيوبيون الصوماليين بالبنادق والرشاشات. وفقًا للإثيوبيين فإن الإيطاليين هم من هاجموهم بدعم من دبابتين وثلاث طائرات. وفقُا للمؤرخ أنتوني موكلر، قتل نحو 107 إثيوبي. بحلول 3 أكتوبر، 1935، شن الجيش الإيطالي بقيادة الجنرال إيميليو دي بونو غزوًا على إثيوبيا دون إعلان صريح بالحرب. كانت تلك بداية الحرب الجديدة التي سميت الحرب الإيطالية الإثيوبية الثانية. في مايو، 1936، احتل الجيش الإيطالي العاصمة الإثيوبية أديس أبابا. ضُم البلد المحتل إلى مستعمرة شرق إفريقيا الإيطالية إلى جانب مستعمرات شرق إفريقيا الإيطالية الأخرى.
أعلنت إيطاليا الحرب على بريطانيا وفرنسا بتاريخ 10 يونيو، 1940؛ وبدأت بريطانيا في مارس، 1941، حملة للاستيلاء على الأراضي التي تسيطر عليها إيطاليا في المنطقة. بحلول شهر نوفمبر، احتل البريطانيون مستعمرة شرق إفريقيا الإيطالية بالكامل. من ناحية ثانية، بدأ آلاف الجنود الإيطاليون في شن حرب عصابات داخل مستعمرتهم السابقة، وقد دامت هذه الحرب حتى أواخر أكتوبر، 1943. بعد نهاية الحرب العالمية الثانية، استعادت إثيوبيا استقلالها، ووضعت إريتريا تحت الإدارة العسكرية البريطانية.

## تمهيد

### إريتريا جزءًا من إثيوبيا
دار نقاش بعد الحرب حول ما يمكن أن يحصل لإريتريا. بعد انتصار الشيوعيين الإيطاليين في الانتخابات الإيطالية العامة لعام 1946، دعموا عودة إريتريا إلى إيطاليا تحت وصاية أو كمستعمرة. رغب الاتحاد السوفييتي بشكل مشابه بأن تكون تحت وصايته؛ وحاولوا تحقيق ذلك بالطرق الدبلوماسية لكنهم فشلوا.
طالب الإمبراطور الإثيوبي هايلي سيلاسي الأول (حكم بين 1930-1974) أيضًا بإريتريا. قررت الأمم المتحدة في عام 1952 أن إريتريا ستصبح جزءًا من الإمبراطورية الإثيوبية. أصبحت إريتريا منطقة خاصة ذات حكم ذاتي داخل إثيوبيا الفيدرالية.
في عام 1958، أسس مجموعة من الإريتريين جبهة التحرير الإريترية (إي إل إف). تألفت المنظمة بشكل رئيسي من الطلاب والمهنيين والمثقفين الإريتريين. انخرطت في أنشطة سياسية سرية تهدف إلى تنمية مقاومة السياسات المركزية للدولة الإثيوبية الإمبراطورية. قرر الإمبراطور خلال العقد التالي حل الاتحاد الفيدرالي بين إثيوبيا وإريتريا، وحل المنطقة الخاصة ووضعها تحت الحكم المباشر.
أدى ذلك إلى كفاح مسلح استمر نحو ثلاثين عامًا عُرف باسم حرب الاستقلال الإريترية. انخرطت جبهة التحرير الإريترية في النزاع المسلح ضد الحكومة الإثيوبية منذ 1 سبتمبر، 1961. في عام 1970، انفصلت مجموعة تسمى الجبهة الشعبية لتحرير إريتريا (إي بّي إل إف) عن جبهة التحرير الإريترية. كانا خصمين شرسين، وفي فبراير، 1972، اندلعت الحرب الأهلية الإريترية الأولى بينهما. توقف النزاع بينهما في عام 1974، والتُفت أخيرًا إلى النداءات التي طالبت بإنهاء هذا النزاع. جاءت هذه النداءات من أجل السلام من القرويين المحليين في وقت كانت فيه حركة الاستقلال قريبة من النصر على إثيوبيا. بتاريخ 12 سبتمبر، 1974، نُفذ انقلاب ناجح ضد الإمبراطور بقيادة الجنرال أمان أندون. قاد الحكومة أفراد من الجيش الإثيوبي المواليين للسوفييت، وأسسوا مجلسًا عسكريًا استمر نحو سبع سنوات.
دام السلام بين الجبهتين مدة ست سنوات فقط؛ أعلنت الجبهة الشعبية لتحرير إريتريا الحرب على جبهة التحرير الإريترية، بدأت بعد ذلك جبهة التحرير الإريترية مفاوضات سرية مع الاتحاد السوفييتي. استمرت الحرب الأهلية الإريترية الثانية حتى عام 1981. انتصرت الجبهة الشعبية لتحرير إريتريا بمساعدة الجبهة الشعبية لتحرير تايغر (إف بّي إل إف). طُردت جبهة تحرير إريتريا من إريتريا إلى السودان. تشكلت الحكومة الانتقالية الإثيوبية الجديدة بتاريخ 27 مايو، 1991، بعد سقوط الحكومة الموالية للسوفييت. وعدت الحكومة الانتقالية الإثيوبية بإجراء استفتاء في المنطقة في غضون عامين. أجري الاستفتاء بين 23-25 أبريل، 1993، حيث صوت ما نسبته 99.81% لصالح الاستقلال. تقرر الاستقلال الرسمي لإريتريا بتاريخ 4 مايو، 1993. من ناحية ثانية، لم تحدد الحدود بين إثيوبيا وإريتريا المستقلة حديثًا بشكل واضح. بعد المناوشات الحدودية في أواخر عام 1997، حاول البلدان التفاوض على حدودهما. في أكتوبر، 1997، قدمت إثيوبيا للحكومة الإريترية خريطة تظهر المناطق التي تطالب بها إريتريا جزءًا من إثيوبيا.